# Línea T32 (EMT Madrid)
La línea T32 (a efectos de numeración interna, 453) de la EMT de Madrid une la Plaza de Legazpi con Mercamadrid.

## Características
La línea forma parte de la subred TCT (Transporte al Centro de Trabajo) de la EMT que se puso en marcha a partir de 2007 para crear una serie de líneas de autobús que comunicasen los principales centros de trabajo de Madrid con el intercambiador multimodal más cercano a los mismos.
Esta línea existe como T32 desde diciembre de 2007, si bien su recorrido ya lo hacía antes la línea 88 desde febrero de 1983, que fue suprimida al crear esta línea de la subred TCT. Fue la primera línea de toda la red en funcionar las 24 h (excepto domingos y festivos), empezando a hacerlo su antecesora (línea 88) en diciembre de 2006 para adaptarse a los horarios de funcionamiento de Mercamadrid. Desde el 2 de enero de 2012, ya no circula 24 horas, sin embargo, sigue teniendo uno de los horarios más amplios de servicio de la red de la EMT.

## Horarios
| Lunes a viernes laborables |                       |                       |                       |                       |                       |                       |                       |                       |                       |                       |                       |                       |                       |                       |                       |                       |                       |                       |                       |                       |                       |                       |                       |                       |                       |                       |                       |                       |                       |                       |                       |                       |                       |                       |                       |                       |                       |                       |                       |                       |
| Legazpi > Mercamadrid      | Legazpi > Mercamadrid | Legazpi > Mercamadrid | Legazpi > Mercamadrid | Legazpi > Mercamadrid | Legazpi > Mercamadrid | Legazpi > Mercamadrid | Legazpi > Mercamadrid | Legazpi > Mercamadrid | Legazpi > Mercamadrid | Legazpi > Mercamadrid | Legazpi > Mercamadrid | Legazpi > Mercamadrid | Legazpi > Mercamadrid | Legazpi > Mercamadrid | Legazpi > Mercamadrid | Legazpi > Mercamadrid | Legazpi > Mercamadrid | Legazpi > Mercamadrid | Legazpi > Mercamadrid | Legazpi > Mercamadrid | Mercamadrid > Legazpi | Mercamadrid > Legazpi | Mercamadrid > Legazpi | Mercamadrid > Legazpi | Mercamadrid > Legazpi | Mercamadrid > Legazpi | Mercamadrid > Legazpi | Mercamadrid > Legazpi | Mercamadrid > Legazpi | Mercamadrid > Legazpi | Mercamadrid > Legazpi | Mercamadrid > Legazpi | Mercamadrid > Legazpi | Mercamadrid > Legazpi | Mercamadrid > Legazpi | Mercamadrid > Legazpi | Mercamadrid > Legazpi | Mercamadrid > Legazpi | Mercamadrid > Legazpi | Mercamadrid > Legazpi |
| 04                         | 05                    | 06                    | 07                    | 08                    | 09                    | 10                    | 11                    | 12                    | 13                    | 14                    | 15                    | 16                    | 17                    | 18                    | 19                    | 20                    | 21                    | 22                    | 23                    | 00                    | 04                    | 05                    | 06                    | 07                    | 08                    | 09                    | 10                    | 11                    | 12                    | 13                    | 14                    | 15                    | 16                    | 17                    | 18                    | 19                    | 20                    | 21                    | 22                    | 23                    |
| 30 40 55                   | 10 25 40 55           | 10 25 37 49           | 02 15 28 41 54        | 07 20 34 48           | 03 20 38 56           | 20 44                 | 08 32 56              | 20 44                 | 08 32 56              | 12 28 44              | 00 16 40              | 04 28 52              | 16 40                 | 04 28 52              | 16 40                 | 04 28 52              | 16 40                 | 04 28 53              | 18                    | 00                    | 50                    | 00 15 30 45           | 00 15 30 45 58        | 11 24 37 50           | 04 19 35 51           | 08 25 42              | 00 18 42              | 06 30 54              | 18 42                 | 06 30 46              | 02 18 34 50           | 06 22 38              | 02 26 50              | 14 38                 | 02 26 50              | 14 38                 | 02 26 50              | 14 38                 | 04 31 58              | 38                    |
| Sábados laborables         |                       |                       |                       |                       |                       |                       |                       |                       |                       |                       |                       |                       |                       |                       |                       |                       |                       |                       |                       |                       |                       |                       |                       |                       |                       |                       |                       |                       |                       |                       |                       |                       |                       |                       |                       |                       |                       |                       |                       |                       |
| Legazpi > Mercamadrid      | Legazpi > Mercamadrid | Legazpi > Mercamadrid | Legazpi > Mercamadrid | Legazpi > Mercamadrid | Legazpi > Mercamadrid | Legazpi > Mercamadrid | Legazpi > Mercamadrid | Legazpi > Mercamadrid | Legazpi > Mercamadrid | Legazpi > Mercamadrid | Legazpi > Mercamadrid | Legazpi > Mercamadrid | Legazpi > Mercamadrid | Legazpi > Mercamadrid | Legazpi > Mercamadrid | Legazpi > Mercamadrid | Legazpi > Mercamadrid | Legazpi > Mercamadrid | Legazpi > Mercamadrid | Legazpi > Mercamadrid | Mercamadrid > Legazpi | Mercamadrid > Legazpi | Mercamadrid > Legazpi | Mercamadrid > Legazpi | Mercamadrid > Legazpi | Mercamadrid > Legazpi | Mercamadrid > Legazpi | Mercamadrid > Legazpi | Mercamadrid > Legazpi | Mercamadrid > Legazpi | Mercamadrid > Legazpi | Mercamadrid > Legazpi | Mercamadrid > Legazpi | Mercamadrid > Legazpi | Mercamadrid > Legazpi | Mercamadrid > Legazpi | Mercamadrid > Legazpi | Mercamadrid > Legazpi | Mercamadrid > Legazpi | Mercamadrid > Legazpi |
| 04                         | 05                    | 06                    | 07                    | 08                    | 09                    | 10                    | 11                    | 12                    | 13                    | 14                    | 15                    | 16                    | 17                    | 18                    | 19                    | 20                    | 21                    | 22                    | 23                    | 00                    | 04                    | 05                    | 06                    | 07                    | 08                    | 09                    | 10                    | 11                    | 12                    | 13                    | 14                    | 15                    | 16                    | 17                    | 18                    | 19                    | 20                    | 21                    | 22                    | 23                    |
| 30 45                      | 10 32 55              | 17 40                 | 03 26 49              | 12 35 58              | 21 44                 | 07 30 53              | 16 40                 | 05 40                 | 20                    | 20 40                 | 20                    | 20 40                 | 20                    | 20 40                 | 20                    | 20 40                 | 20                    | 20 40                 | 20                    | 00                    | 50                    | 10 31 53              | 16 39                 | 02 25 48              | 11 34 57              | 16 42                 | 05 28 51              | 14 37                 | 00 24 58              | 38                    | 18 58                 | 38                    | 18 58                 | 38                    | 18 58                 | 38                    | 18 58                 | 18                    | 18 58                 | 38                    |

## Recorrido y paradas

### Sentido Mercamadrid
La línea inicia su recorrido en el Paseo del Molino, junto a la Plaza de Legazpi, donde tiene correspondencia con múltiples líneas urbanas e interurbanas y con la red de Metro de Madrid. Desde aquí circula por dicho paseo hasta desembocar en la calle Embajadores, que toma en dirección sur.
A continuación, la línea recorre la calle Embajadores hasta el final de la misma, pasando junto al Parque Lineal del Manzanares, las cocheras de Santa Catalina y la estación depuradora La China, saliendo a la Carretera de Villaverde a Vallecas, que toma en dirección a Vallecas.
La línea circula por esta carretera hasta la salida del Centro de Transportes de Madrid, donde se desvía para entrar al recinto del mismo, donde tiene una parada, saliendo del recinto para entrar en el recinto de Mercamadrid, que atraviesa por la vía central (Avenida de Legazpi), donde tiene varias paradas hasta llegar junto a la nave de Carnes, donde tiene su cabecera.
| Código | Parada                       | Común con      | Conexión con Metro | Otros |
| ------ | ---------------------------- | -------------- | ------------------ | ----- |
| 3644   | LEGAZPI (P.º Molino)         | 156 180        | Legazpi            |       |
| 2905   | Bronce                       | 62 148 156 180 |                    |       |
| 2907   | Nudo Sur                     | 62 180         |                    |       |
| 5081   | Viveros RAGA                 | 180            |                    |       |
| 3740   | Parque Lineal del Manzanares | 180            |                    |       |
| 5083   | Caja Mágica                  | 180            |                    |       |
| 2909   | Santa Catalina               | 180            |                    |       |
| 4173   | Instituto Raul Vázquez       | 180            |                    |       |
| 4805   | Centro Transportes Madrid    | 130            |                    |       |
| 4806   | Mercamadrid-Naves Auxiliares | 130            |                    |       |
| 4808   | Mercamadrid-Zona Comercial   | 130            |                    |       |
| 4810   | Mercamadrid-Pescados         |                |                    |       |
| 4812   | MERCAMADRID (Cárnicas)       |                |                    |       |

### Sentido Legazpi
El recorrido de vuelta es idéntico al de la ida pero en sentido contrario.
| Código | Parada                       | Común con              | Conexión con Metro | Otros |
| ------ | ---------------------------- | ---------------------- | ------------------ | ----- |
| 4812   | MERCAMADRID (Cárnicas)       |                        |                    |       |
| 4811   | Mercamadrid-Pescados         |                        |                    |       |
| 4809   | Mercamadrid-Zona Comercial   |                        |                    |       |
| 4807   | Mercamadrid-Naves Auxiliares | 130                    |                    |       |
| 4630   | Centro Transportes Madrid    | 130                    |                    |       |
| 4174   | Instituto Raul Vázquez       | 180                    |                    |       |
| 2910   | Santa Catalina               | 180                    |                    |       |
| 5084   | Caja Mágica                  | 180                    |                    |       |
| 3741   | Parque Lineal del Manzanares | 180                    |                    |       |
| 5082   | Viveros RAGA                 | 180                    |                    |       |
| 2908   | Nudo Sur                     | 62 180                 |                    |       |
| 2906   | Bronce                       | 62 148 156 180         |                    |       |
| 2916   | Legazpi                      | 62 148 156 180 423 N13 | Legazpi            |       |
| 3644   | LEGAZPI (P.º Molino)         | 156 180                | Legazpi            |       |